# Pelargopappus magnus
Pelargopappus magnus — викопний вид яструбоподібних птахів родини секретарових (Sagittariidae), що існував у ранньому міоцені в Європі. Викопні рештки птаха знайдені у Франції. Також з олігоценових відкладень було описано вид Pelargopappus schlosseri, який згодом виокремили у власний рід Amphisagittarius.